# Kommil Foo
Kommil Foo is een Vlaams cabaret-duo, bestaande uit de broers Raf Walschaerts (Essen, 2 oktober 1965) en Mich Walschaerts (10 maart 1969).

## Biografie
Raf en Mich Walschaerts werden geboren als zonen van Jef Walschaerts (leerkracht op het vroegere Don Bosco-Mariaberginstituut) en Chris Roodhooft. Ze groeiden op in Essen. Raf en Mich hebben ook een zus Joyce.
Raf studeerde psychologie en Mich volgde een acteeropleiding in Antwerpen.
In 1987 gaven de broers hun eerste optreden als "Kommil Foo" (verbastering van het Franse "comme il faut" ("zoals het hoort")) in een Gentse studentenclub. In 1988 brachten ze hun eerste echte voorstelling Ballade. Tussen 1988 en 1992 schreven de broers drie muzikale theaterprogramma's. Met wisselend succes speelden ze in jeugdhuizen, kleine theatertjes, enzovoort. Eind 1992 werd het vierde programma Plank van het duo bekroond in Rotterdam. De jury had het over een 'perfect duo met een grote toekomst'. Plank betekende de doorbraak van het duo en werd ruim 250 maal opgevoerd in Vlaanderen en Nederland.
In 1993 zag Mark Uytterhoeven een optreden van Kommil Foo en hij nodigde hen uit om mee te werken aan zijn televisieprogramma Morgen Maandag. Ze zongen elke aflevering een muzikale inleiding en voerden af en toe ook sketches op. Hierdoor werden ze bekend bij het grote publiek. In 2001 verschenen ze ook opnieuw in Uytterhoevens programma Alles komt terug, waarin ze een rubriek hadden waarin ze wekelijks een komische monoloog opvoerden.
In 1998 speelden ze met een uitgebreid orkest hun jubileumvoorstelling 10 jaar Kommil Foo: het allerbeste en in 2002 werd in het Sportpaleis in Antwerpen het 15-jarig jubileum gevierd. In 2004 stond het duo als centrale gast op Nekka-Nacht. Ondertussen blijven ze met succes toeren in Vlaamse en Nederlandse theaters.
Als een van hun bekendste nummers geldt Ruimtevaarder, afkomstig van hun album Lof der Waanzin uit 2002. Sinds 2017 staat het nummer hoog genoteerd in allertijdenlijsten zoals de Belpop 100 en de Lage Landenlijst. In 2019 nam Kommil Foo deel aan het televisieprogramma Liefde voor muziek, waarvan hun lied Stilte na de storm (een bewerking van Calm after the storm van The Common Linnets) een grote hit werd in de Vlaamse Top 50. In dezelfde periode verscheen een verzamelalbum (Oogst - 30 jaar Kommil Foo), dat in Vlaanderen met een gouden plaat werd bekroond.
Raf en Mich werkten ook afzonderlijk mee aan andere cabaret-, theater, en kindertheaterproducties.

## Prijzen
- 1992 - Camerettenprijs in Rotterdam, een invloedrijk festival voor jong cabaret- en kleinkunsttalent
- 1994 - CJP-podiumprijs
- 2005 - Poelifinario, een cabaretprijs die sinds 2003 jaarlijks wordt uitgereikt door de Nederlandse Vereniging van Schouwburg- en Concertgebouwdirecties (VSCD).

## Theaterprogramma's
- Ballade (1988)
- Naakt op sokken (1990)
- J. van Gips (1992)
- Plank (1993)
- Akke-akke-tuut (kleutervoorstelling, 1993)
- Neandertaal (1995)
- Bek! (1998)
- Andermans gelag (benefiet voor Amnesty International, 1998)
- 10 jaar Kommil Foo (1998)
- IJdele Hoop (2000)
- Lof der Waanzin (2002)
- Wolfijzers en Schietgeweren (2004)
- Spaak (2005)
- In Concert (2006)
- Wolf (2008)
- Kommil Foo DeLuxe: Het beste van Kommil Foo met Orquesta Tanguedia (2010)
- Breken (2012)
- Schoft (2016)
- Oogst (2019)
- Grind (2023)

## Discografie (albums)
- Ballade (1988)
- Plank (1993)
- Neandertaal (1995)
- Bek! (1998)
- Andermans gelag (1998)
- 10 jaar Kommil Foo (1998)
- IJdele Hoop (2000)
- Lof der Waanzin (2002)
- Het beste live (2003)
- Wolfijzers en Schietgeweren (2004)
- Spaak (2005)
- Wolf (2008)
- Kommil Foo DeLuxe (2010, met Orquesta Tanguedia)
- Breken (2012)
- Liefde zonder meer (2017)
- Oogst - 30 jaar Kommil Foo (2019)
- Kommil Foo (2024)

## Hitnoteringen

### Albums
| Album met hitnotering(en) in de Vlaamse Ultratop 200 albums | Datum van verschijnen | Datum van binnenkomst | Hoogste positie | Aantal weken | Opmerkingen            |
| ----------------------------------------------------------- | --------------------- | --------------------- | --------------- | ------------ | ---------------------- |
| Het beste live                                              | 2003                  | 18-10-2003            | 48              | 4            |                        |
| Spaak                                                       | 2005                  | 11-06-2005            | 65              | 4            |                        |
| Wolf                                                        | 2008                  | 22-11-2008            | 62              | 9            |                        |
| Kommil Foo deluxe                                           | 2010                  | 16-10-2010            | 34              | 6            | met Orquesta Tanguedia |
| Breken                                                      | 2012                  | 17-11-2012            | 82              | 13           |                        |
| Liefde zonder meer                                          | 2017                  | 20-05-2017            | 45              | 18           |                        |
| Oogst - 30 jaar Kommil Foo                                  | 2019                  | 08-06-2019            | 6               | 64           | Goud                   |

### Singles
| Single met hitnotering(en) in de Vlaamse Ultratop 50 | Datum van verschijnen | Datum van binnenkomst | Hoogste positie | Aantal weken | Opmerkingen                                        |
| ---------------------------------------------------- | --------------------- | --------------------- | --------------- | ------------ | -------------------------------------------------- |
| Zoogdier                                             | 2017                  | 20-05-2017            | tip45           | -            | Nr. 24 in de Vlaamse Top 50                        |
| Stilte na de storm (Live)                            | 2019                  | 06-07-2019            | 47              | 2            | Uit Liefde voor muziek Nr. 2 in de Vlaamse Top 50  |
| Angst is maar voor even (Live)                       | 2019                  | 21-09-2019            | tip22           | -            | Uit Liefde voor muziek Nr. 15 in de Vlaamse Top 50 |
| We blijven binnen                                    | 2020                  | 25-04-2020            | tip6            | -            | met Clouseau Nr. 10 in de Vlaamse Top 50           |
| De tijd dringt                                       | 2021                  | 20-02-2021            | tip34           | -            | Nr. 20 in de Vlaamse Top 50                        |